# 葛島魁人
葛島 魁人（くずしま・かいと、1993年３月24日 - ）は、湘南美容クリニック銀座院院長。
日本美容外科学会会員（JSAS）/VASER脂肪吸引認定医。
順天堂大学医学部を卒業後、順天堂大学病院での研修を経て湘南美容クリニックに入職。現在は湘南美容クリニック銀座院の院長として美容の聖地銀座で最先端の美容医療を行なっている。特に【脂肪吸引】や【豊胸手術】を専門とし、脂肪吸引術だけで１万1,000件以上の取扱い症例数を誇り、高い技術力と丁寧なカウンセリングで全国各地から指名が殺到。少しでも脂肪吸引に対する不安を和らげようという思いからYouTubeチャンネル「脂肪デザイン部 くずしま先生」を開設。現在登録者数7.5万人を誇る脂肪吸引の大人気チャンネルとして脂肪吸引に関する情報発信を行う。

## 経歴
東京都江戸川区に生まれ、幼少の頃にテレビ番組「ビューティーコロシアム」を見たことがきっかけで美容外科医を志す。お茶の水女子大学附属小学校に入学し、父親の仕事の都合で小学校1年生の途中から3年生までの2年間をアメリカ合衆国で過ごす。帰国後は同学校を卒業。城北中学校、城北高等学校へと進み、順天堂大学医学部に入学、卒業する。運動が好きで、小学校時代から大学時代までサッカーに打ち込み、順天堂大学医学部のサッカー部では東日本医科学生総合体育大会で優勝も経験を持つ。大学卒業後は、順天堂大学附属静岡病院、順天堂大学医学部附属順天堂医院で研修を行い、アメリカ合衆国フロリダ州のジャクソンメモリアル病院での臨床実習も経験。その後、世界で活躍できる美容外科医を目指すため湘南美容クリニックに入職し、豊洲院院長、銀座院院長を歴任している。
専門は脂肪吸引で脂肪吸引の症例件数だけで13,000件を超える（※2025年1月31日時点）2020年にYouTubeチャンネル「脂肪デザイン部くずしま先生」を開設。脂肪吸引の手術に対する不安を少しでも解消してもらえるよう、毎日投稿を行い、2025年2月24日時点でチャンネル登録者数は76,585人。実際に脂肪吸引をしたモニターさんのリアルな感想や脂肪吸引をする上で知っておくべき大切な知識を発信。
2024年には湘南美容クリニックの400人以上※いるドクターの中で全国2位の売り上げ貢献賞を受賞。(※2024年12月31日時点)また、メディア出演や著書出版などを通して、SNS以外でも脂肪吸引に関する情報発信にも力を入れている。

## 著書
『絶対に失敗しない 脂肪吸引』ゴマブックス 2024年